# 富乐绅
富乐绅（英語：Florsheim Shoes）是一个创立于1892年的美国皮鞋品牌，诞生在伊利诺伊州芝加哥市的一个小工厂，由米尔顿·弗洛舍姆创办，他和父亲西格蒙格·弗洛舍姆（Sigmund Florsheim）共同制造第一双皮鞋。

## 历史

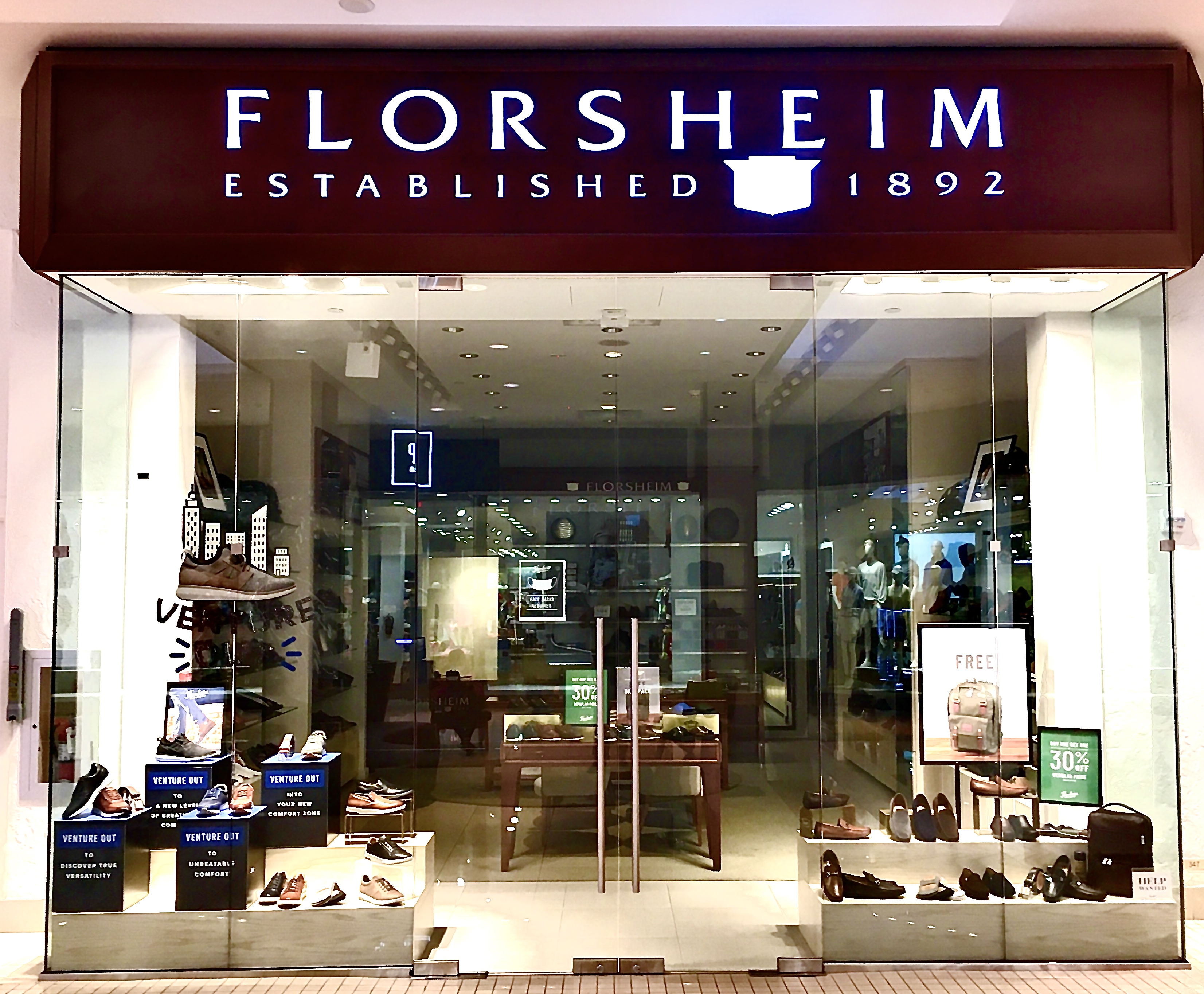
2021年在佛罗里达州阿文图拉的一家零售商店

美国大萧条时期，市面上的一些商店收归富乐绅公司（Florsheim & Co.）所有，并仅销售自家品牌的皮鞋。到1930年，富乐绅开始生产女鞋，在芝加哥拥有5家工厂和2,500名员工，有71家零售商店为公司所有，在美国有9,000家经销商。
米尔顿于1936年去世，由他的长子欧文·弗洛舍姆（Irving S. Florsheim）继承公司。他的小儿子哈罗德·弗洛舍姆（Harold Milton Florsheim）于1946年成为总裁，哥哥成为董事长。

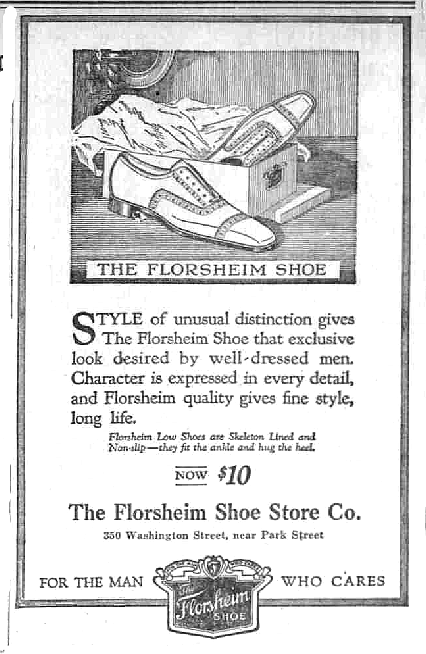
1922年在俄勒冈州波特兰市刊登的报纸广告

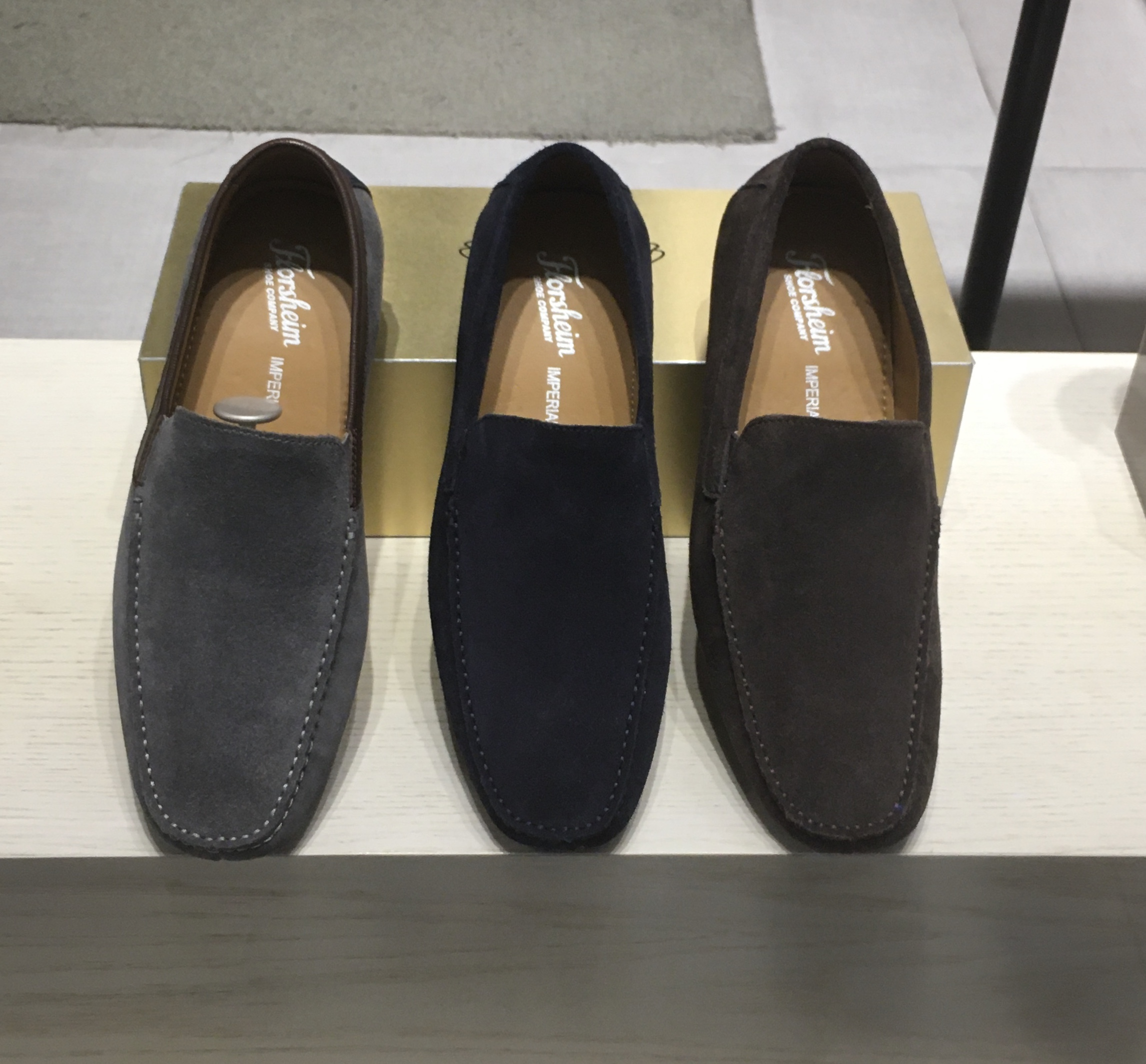
富乐绅制造的樂福鞋

1953年，世界最大的制鞋商International Shoe Company以2,100万美元收购富乐绅。三年之后，富乐绅成为其旗下独立的实体运营部门。最初十年里，富乐绅是International Shoe最重要的部门，占有母公司四分之一的销售额和两倍以上的收益。在母公司陷入低潮时，富乐绅拥有70%的优质男鞋。

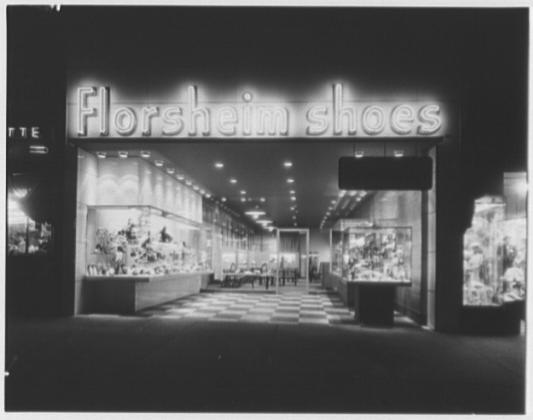
1952年在布朗克斯的一家零售商店

富乐绅通过International Shoe（此时称为Interco）的另一个部门Thayer-McNeil销售女鞋。1980年代，富乐绅开始销售运动鞋，并将Interco收归成为富乐绅的一部分。
1991年，Interco宣布破产，但保留了富乐绅。该公司于1994年退出鞋业业务，富乐绅成为一家独立的公司，并于1996年更名为富乐绅鞋业集团（Florsheim Shoe Group）。
1990年代中期，美国几乎每个商场都有一家富乐绅的零售商店。但随着Journeys和Finish Line, Inc.等鞋店的兴起，以及美国购物中心对鞋店的重视程度降低，大多数富乐绅零售商在2000年代初关闭。
2002年，公司被创始家族成员回购。据《华尔街日报》报道，总部位于威斯康辛州格伦代尔的Weyco Group以4,700万美元回购该品牌。